# Буранная
Бура́нная — посёлок железнодорожной станции в Агаповском районе Челябинской области. Входит в состав Буранного сельского поселения.

## География
Посёлок находится на юго-западе Челябинской области, к востоку от города Магнитогорск, на расстоянии 13 км к северо-востоку от села Агаповка, административного центра района. Абсолютная высота — 416 м над уровнем моря.

## История
В 1962 году посёлок станции Буранная, посёлок элеватора и посёлок нефтебазы объединены в единый населённый пункт посёлок железнодорожной станции Буранная.

## Население
| 1970 | 1995 | 2002 | 2010 |
| ---- | ---- | ---- | ---- |
| 915  | ↘882 | ↗905 | ↗922 |

### Половой состав
По данным Всероссийской переписи, в 2010 году численность населения посёлка составляла 922 человек (431 мужчина и 491 женщина).

## Инфраструктура
В посёлке действуют начальная школа, дом культуры, фельдшерско-акушерский пункт и отделение «Почты России».

## Улицы
| - ул. Волынцева, - ул. Дорожная, - ул. Железнодорожная, - ул. Новая, | - ул. Полевая, - ул. Ремонтная, - ул. Степная, - ул. Торговая, | - ул. Труда, - пер. Центральный, - ул. Элеваторная. |

## Транспорт
В посёлке расположена промежуточная железнодорожная станция четвёртого класса Южно-Уральской железной дороги (участок Южсиба Магнитогорск — Карталы), построенная в 1929 году.